# Kunstverein Bad Salzdetfurth

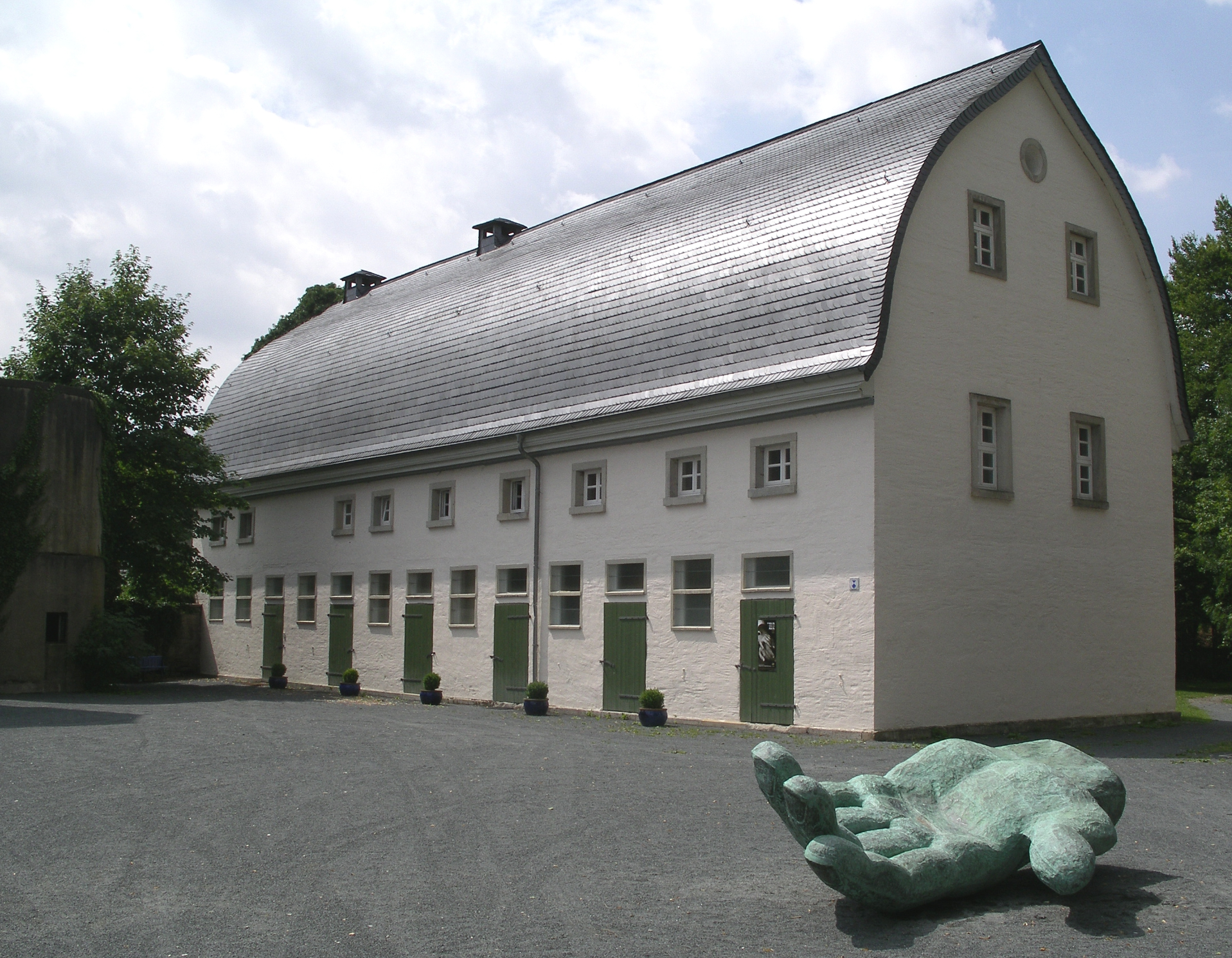
Kunstgebäude auf der Vorburg von Schloss Bodenburg

Der Kunstverein Bad Salzdetfurth ist ein im Jahr 1991 gegründeter Kunstverein in Bodenburg. Er veranstaltet im Kunstgebäude auf der Vorburg von Schloss Bodenburg Gruppenausstellungen mit Werken von nationalen und internationalen Künstlern.

## Geschichte
Der Kunstverein Bad Salzdetfurth wurde am 14. Januar 1991 durch den Bildhauer Hans-Oiseau Kalkmann und 27 weitere Bürger der Stadt gegründet. Im Jahr 1992 hat der Kunstverein den ehemaligen Rinderstall des Schlosses Bodenburg für 50 Jahre von Burghard von Cramm gepachtet und in den Folgejahren mit Hilfe von Spenden und öffentlichen Geldern zu einem Ausstellungsort mit ca. 500 m² Grundfläche entwickelt. Im Jahr 1999 erhielt das Gebäude, das im Volksmund wegen seiner Stallnutzung als „Bullenstall“ bezeichnet wird, den Denkmalpreis der Niedersächsischen Sparkassenstiftung. Im Jahr 2012 schenkte Burghard von Cramm der 2009 gegründeten Stiftung Kunstgebäude Schlosshof Bodenburg das Gebäude.

## Ausstellungen

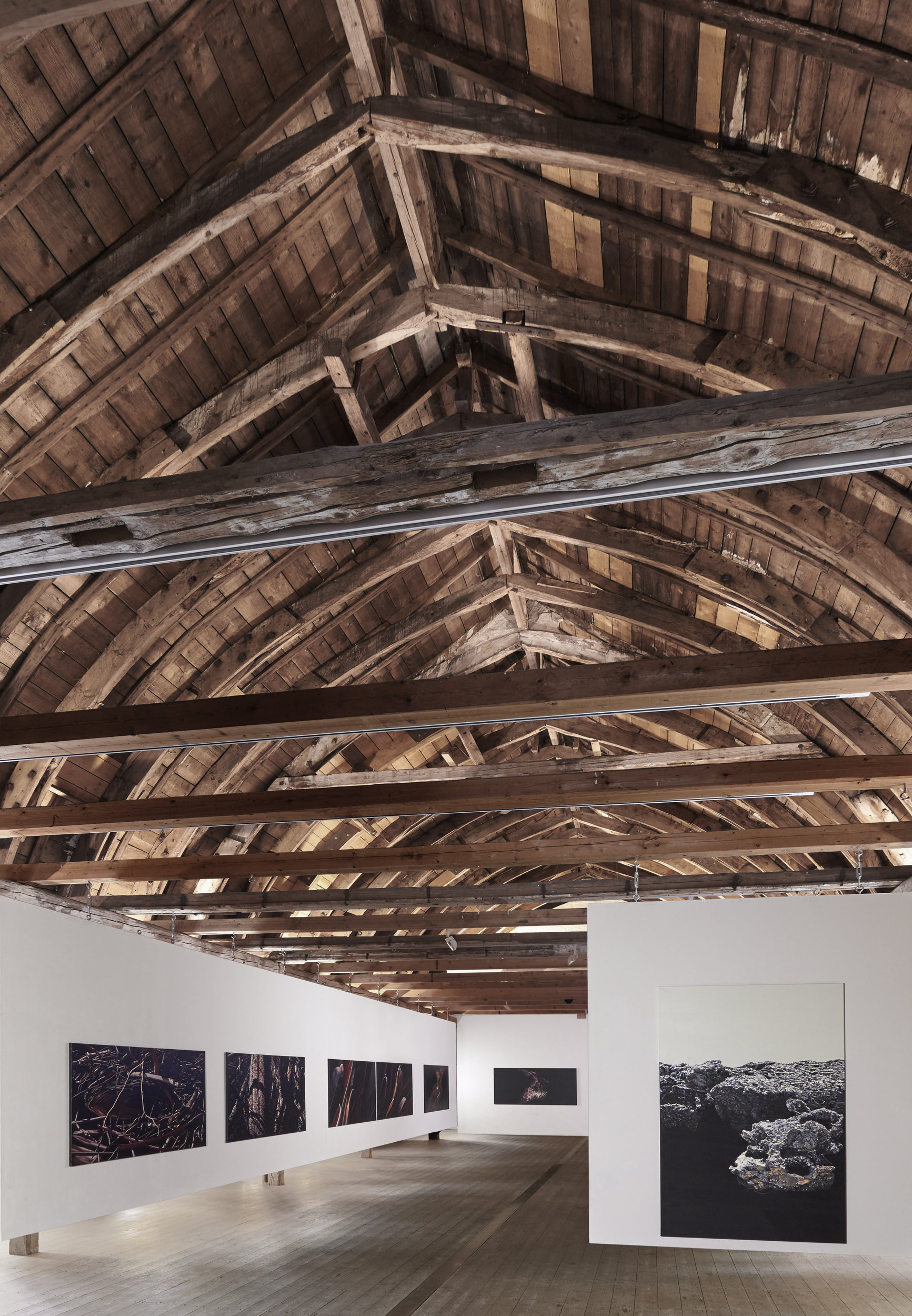
Ausstellung im Dachgeschoss

### Einzelausstellungen (Auswahl)
- 2000: Timm Ulrichs: Von Natur aus Kunst
- 2012: Ursula Neugebauer: Sagittarius A
- 2013: Stefan Schwerdtfeger: …zum 80. Geburtstag eine Retrospektive
- 2014: Owusu Ankomah: Microcron Begins
- 2014: Hans-Hendrik Grimmling: Zwischenhalt 2014
- 2015: Hans-Oiseau Kalkmann: Im Chaos – Die ordnende Hand
- 2016: Franziska Rutishauser: reeling to real

### Ausstellungsreihen
Die thematischen Ausstellungsreihen zeitgenössischer Kunst mit internationaler Beteiligung fanden schon bald überregionale Beachtung. Unter den Teilnehmern waren Künstler wie Hermann Albert, Ingrid Voth-Amslinger, ANATOL, Owusu Ankomah, Armando, BEN, David Blackburn, Louise Bourgeois, Thomas Baumgärtel, Gianfredo Camesi, Armelle Caron, Luciano Castelli, Christo, Jan Chwalczik, Rainer Fetting, Constantino Ciervo, Jürgen Claus, Marie Denis, Klaus Dierßen, Felix Droese, Franz Eggenschwiler, Hubertus Giebe, Hans-Hendrik Grimmling, Gramse/Kalkmann,  Bettina van Haaren, Jenny Holzer, Eckart Hahn, James Hamilton-Paterson, Heinrich Heidersberger, Volker Hildebrandt, Hiroko Inoue, Helle Jetzig, Harald Klemm, Rainer Komers, Yves Lancelot, Hans Lemmen, Nina Maron, Stephen Mc.Kenna, Christian Megert, Yves Netzhammer, Sigrid Nienstedt, NILS-UDO, Oswald Oberhuber, Arnulf Rainer, Klaus Rinke, Dieter Roth, Salomé, Gundula Schulze Eldowy, Richard Serra, Klaus Staeck, Kinki Texas, Timm Ulrichs, Janos Urban, Klaus-Peter Vellguth, Hansjörg Voth, Gerd Wandrer, Petrus Wandrey, Klaus Wefringhaus, Sebastian Weissenbacher, Käthe Wenzel, Stefan Wewerka und Hai Zhao.

### Biennalen
- 1998: Salt-Salz-Sel, 1. Internationale Mail-Art-Biennale
- 2002: Fire-Feuer-Feu, 3. Internationale Mail-Art-Biennale
- 2000: Water-Wasser-L`Eau, 2. Internationale Mail-Art-Biennale
- 2004: Earth-Erde-Terre, 4. Internationale Mail-Art-Biennale
- 2006: Air-Luft-Air, 5. Internationale Mail-Art-Biennale
- 2008: The Envelope is  the Work of Art, 6. Internationale Mail-Art-Biennale

### Ausstellungen mit Werken aus Sammlungen
- 2001: Kunst sammeln 1, Werke zeitgenössischer Kunst aus den Sammlungen von CRAMM, FALCKENBERG, KALKMANN
- 2001: Kunst sammeln 2, KUNSTKOFFER, Werke aus der Sammlung der Kreissparkasse Hildesheim
- 2003: Kunst sammeln 3, Zeitgenössische Kunst aus den Sammlungen der Mitglieder des Kunstverein Bad Salzdetfurth
- 2007: Kunst sammeln 4, Bon à tirer, zeitgenössische Druckgrafik aus der Sammlung von H.-F. Rudorf, genannt „Fussi“
- 2009: Kunst sammeln 5, ...aus Leidenschaft, Werke aus der Sammlung Kalkmann, Bodenburg
- 2012: Kunst sammeln 6, Zeitgenössische Kunst aus der Sammlung der Volksbank Hildesheim eG

## Schriften
- Das Kunstgebäude im Schloßhof Bodenburg: in ein Baudenkmal kommt neues Leben. Herausgeber: Kunstverein Bad Salzdetfurth. Mitwirkende: Mirek Abramovicz, Hans-Werner Kalkmann, 1998.[2]
- Eine Arche für die Kunst: Das Kunstgebäude auf dem Schlosshof in Bodenburg. Herausgeber: Stiftung Kunstgebäude Schlosshof Bodenburg, Vorwort: Johanna Wanka und Gerhard Glogowski. Mitwirkende: Thomas Dahms, Hans-Oiseau Kalkmann, Eckart Rüsch, Jens Kalkmann, Gerhard Pfennig, Reiner Wegner, Sabine Schormann, Jürgen Twardzik. Gebundene Ausgabe, 158 Seiten. Verlag: Gerstenberg, Hildesheim 2017, ISBN 978-3-8067-8830-3